# Otto Hess (Politiker, 1897)
Otto Hess (* 21. September 1897 in Roggwil; † 13. Dezember 1988 ebenda) war ein Schweizer Politiker der Bauern-, Gewerbe- und Bürgerpartei (BGB).

## Biografie
Otto Hess wurde am 21. September 1897 als Sohn des Landwirts Emil Hess in Roggwil geboren. Im Jahre 1922 heiratete er Hermine Züllig, die Tochter des Landwirts Jean Züllig. Nach der Übernahme des elterlichen Hofs war Otto Hess bis 1962 als Landwirt tätig. Dazu engagierte er sich auch in verschiedenen Organisationen der Milchproduzenten und Obstbauern. Er hatte wesentlichen Anteil an der Rettung der vor dem Konkurs stehenden Obstverwertungsgenossenschaft Egnach, deren Präsident er 34 Jahre lang war. Darüber hinaus stand er von 1958 bis 1968 als Gründungspräsident der Krankenkasse Sanitas vor.
Otto Hess verstarb am 13. Dezember 1988 im Alter von 91 Jahren in Roggwil. Sein Sohn Otto ging ebenfalls in die Politik.

## Politische Karriere
Seine politische Laufbahn startete Hess als Mitglied der FDP, als welches er auf der sogenannten Bauernliste 1935 in den Thurgauer Grossen Rat gewählt wurde, in dem er sich den Jungbauern anschloss. Im Jahre 1938 wurde er auf der Liste der Bauernheimatbewegung nicht wiedergewählt. Nachdem er sich von ihr abgewandt hatte, schaffte er 1941 auf der Bauernliste erneut die Wahl in den Kantonsrat, dem er bis 1968 angehörte und den er 1946/47 präsidierte. In den Jahren 1942 bis 1967 agierte Hess im Nationalrat. Von 1960 bis 1963 präsidierte er die BGB-Fraktion, im Amtsjahr 1963/64 war er Nationalratspräsident. Otto Hess war praktisch in allen relevanten Standesorganisationen der Bauern vertreten. Er war von 1934 bis 1970 im Vorstand des Thurgauischen Landwirtschaftlichen Kantonalverbands. Unter seinem Präsidium in den Jahren 1943 bis 1970 wurde das Bauernsekretariat zur modernen Dienstleistungsstelle mit Sitz in Weinfelden umfunktioniert.
Daneben wirkte er von 1941 bis 1958 im Vorstand des Schweizerischen Bauernverbands und war von 1958 bis 1974 Mitglied des Leitenden Ausschusses. Von 1947 bis 1973 war er Vorstandsmitglied des Zentralverbands schweizerischer Milchproduzenten, ab 1962 als Präsident. Ebenfalls von 1962 bis 1973 war er zudem Präsident der Emmental AG sowie Vizepräsident der Schweizerischen Käseunion. Ausserdem war er einst Gründer und erster Präsident der Kantonalen Schlachtviehorganisation, Vizepräsident des Thurgauer Milchproduzentenverbands sowie des Schweizerischen Schlachtviehproduzentenverbands.

## Ehrung
- Ehrenbürger von Roggwil 1955

## Werk
- 75 Jahre Obstverwertungs-Genossenschaft Egnach. 1975.